# Revelations: Persona
Revelations: Persona (в Японии Megami Ibunroku Persona (яп. 女神異聞録ペルソナ)) — ролевая видеоигра, разработанная и изданная Atlus. Это первая игра в серии Persona, которая сама является подсерией франшизы Megami Tensei, и вторая игра в серии Megami Tensei, выпущенная на Западе. Первоначально вышла для PlayStation в 1996 году в Японии и Северной Америке, спустя 3 года вышел порт для ПК под издательством ASCII Corporation в Японии. В 2009 году вышел ремейк для PlayStation Portable под названием Shin Megami Tensei: Persona (в Японии Persona (яп. ペルソナ)) в Северной Америке, Японии и Европе. Ремейк имеет новые видеоролики и переработанную английскую локализацию, приближенная к японской версии. Версия PS1 была также выпущена на PlayStation Classic в 2018 году, это также первый официальный выпуск версии PS1 в Европе с момента ее выпуска в 1996 году.

## Игровой процесс
Revelations: Persona — это ролевая видеоигра, в которой игрок берет на себя управление группой старшеклассников. В различных режимах игровой мир отображается по-разному: так, при движении по родному городу игрок смотрит на персонажей игры сверху, при движении по территориям на улице или по тем территориям, где происходит действие сюжета, игрок наблюдает за игровым миром от третьего лица, внутри подземелий и большинства зданий используется вид от первого лица.

## Разработка
Разработка Megami Ibunroku Persona началась в 1994, после выпуска Shin Megami Tensei if… на SNES. Школьный сеттинг в if… был тепло принят, поэтому Atlus решили создать цельную под-серию, сконцентрировавшись на внутреннем противостоянии подростков. Позже, концепт эволюционировал в Persona, и это легло в основу акцентов на «человеческой душе», которые стали основой серии Persona. Название Megami Ibunroku было выбрано, чтобы показать прямое отношение тайтла к основной серии, хотя и была убрана в последующих играх Persona. Система Персон была напрямую вдохновлена системой Стражей, использующейся в if…, разработанной будущим директором серии Persona — Кацура Хасино. Ветераны Megami Tensei, продюсер Коудзи Окада и дизайнер персонажей Кадзума Канэко, тоже приняли участие в создании игры. Новым лицом в команде был писатель Сатоми Тадаси. Написание сценария заняло около года. Сигэнори Соэдзима, будущий дизайнер серии, был задействован в проектировании нескольких персонажей и раскраске промо и обложки. Основным концептом Persona было игра серии Megami Tensei, которой могли наслаждаться люди, незнакомые с серией. Популярность PlayStation среди казуальных игроков была ключевым фактором. Разработка Persona стала причиной приостановки разработки Shin Megami Tensei: Nocturne.

## Shin Megami Tensei: Persona
Ремейк был анонсирован в 2009 году. Директором переиздания стал композитор серии — Сёдзи Мэгуро. Изменения переиздания включают в себя новую начальную заставку с новой композицией «Dream of Butterfly», которую исполнила Юми Кавамура, известная по саундтреку к Shin Megami Tensei: Persona 3. Также появились полностью анимированные кат-сцены без озвучки, которые в случае для Северной Америки и Европы были полностью озвучены. Пользовательский интерфейс был улучшен, добавлено расширение 16:9, обновили саундтрек.
В западной версии был сохранён сюжет оригинала, имена персонажей и Персон, полностью игнорируя локализацию Revelations: Persona, за исключением единственного — «Mark danced crazy!» (рус. «Марк танцевал безумно!»). Для западного релиза вернули «Квест Снежной Королевы».

## Отзывы
| Сводный рейтинг | Сводный рейтинг |
| Агрегатор       | Оценка          |
| --------------- | --------------- |
| GameRankings    | 78,39 %         |